# كلو فلاور
كلو فلاور (بالإنجليزية: Chloe Flower)‏ هي ملحنة وعازفة بيانو أمريكية، ولدت في 6 أغسطس 1985 في لوس أنجلوس في الولايات المتحدة.

## وصلات خارجية
- الموقع الرسمي
- كلو فلاور على موقع IMDb (الإنجليزية)
- كلو فلاور على موقع ميوزك برينز (الإنجليزية)